# Anca Vasiliu
Anca Vasiliu, née le 8 octobre 1957 à Bucarest (Roumanie), est une philosophe française, spécialiste de philosophie antique et médiévale.

## Biographie
Après des études en histoire de l'art byzantin, elle travaille comme conservateur au musée national d'ethnographie et d'anthropologie de Bucarest, puis comme chercheur à l'Institut d'histoire de l'art de l'Académie roumaine, avant de s'installer en France en 1990. À l'université de Poitiers, elle fait la rencontre de Jean-Luc Marion, puis de Jean Jolivet, qui l'orientent définitivement vers la philosophie. Elle soutient une thèse de doctorat à l'université Paris-X en 1996, puis entre au CNRS comme chargée de recherches.
Son premier travail de recherche a porté sur la notion de diaphane, objet d'études jusqu'alors inédit, puis s'est élargi aux rapports entre la lumière, le visible et le langage.
De 1998 à 2004, elle a été directrice de programme au Collège international de philosophie.
Elle est directrice de la Revue d'études anciennes et médiévales Chôra qu'elle a fondée en 2003 avec Alexander Baumgarten et Bogdan Tataru-Cazaban.
En 2022, elle reçoit le grand prix de philosophie de l'Académie française pour l'ensemble de son œuvre.

## Publications
- La Traversée de l'image : art et théologie dans les églises moldaves au XVIe siècle, Desclée de Brouwer, 1994
- Du Diaphane. Image, milieu, lumière dans la pensée antique et médiévale, Vrin, 1997
- Monastères de Moldavie, XIVe – XVIe siècles : les architectures de l'image, Paris-Méditerranée, 1998
- Dire et voir. La parole visible du Sophiste, Vrin, 2008 (prix « Zôgraphos » des Études grecques en 2009)
- Eikôn. L’image dans le discours des trois Cappadociens, PUF, 2010
- Images de soi dans l’Antiquité tardive, Vrin, 2012 (prix Montyon de l'Académie française en 2013[4])
- Divines techniques. Arts et langage homérique à la fin de l'Antiquité, Garnier, 2016
- Penser Dieu : noétique et métaphysique dans l'Antiquité tardive, Vrin, 2018
- Montrer l'âme : lecture du Phèdre de Platon, Presses de Sorbonne Université, 2021
- Démiurge du réel. Le langage de l'être selon le Sophiste de Platon, PUF, 2024 (https://www.puf.com/demiurge-du-reel)

## Distinctions
- 2022 : grand prix de philosophie[3]
- 2022 :  Chevalière de la Légion d'honneur[5]
- 2023 : Docteur honoris causa, université de Ioannina
- 2023 : Docteur Honoris Causa, université Babeș-Bolyai de Cluj-Napoca